# Váczi János
Dr. Váczi János (Budapest, 1970. augusztus 25.) politikus, sportmenedzser és kutató, 2010-től egyéni képviselő és alpolgármester, 2019-től főtanácsadó a Hegyvidéki Önkormányzatban (Budapest XII. kerülete). Az egyik legsikeresebb magyar labdarúgóedző, Baróti Lajos unokája.

## Iskolái
Középfokú tanulmányait a II. Rákóczi Ferenc Gimnáziumban, Budapesten végezte. A Testnevelési Főiskolán szerzett diplomát 1992-ben. Tanulmányai utolsó évét Angliában töltötte a Chichesteri Egyetemen (University of Chichester). Ezután még két évet az SRU egyetemen (Slippery Rock University of Pennsylvania) hallgatott, ahol 1995-ben szerzett MSc diplomát a sportadminisztráció területén. Később az Indianai Egyetemen újabb mesterdiplomát szerzett.
2005-ben a Semmelweis Egyetem Testnevelési és Sporttudományi Karának Doktori Iskolájába iratkozott be és itt az állami sportfinanszírozás új lehetőségeit kutatta. Több alkalommal is publikált a témában, belföldön és külföldön. 2010 novemberében PhD fokozatot szerzett.

## Pályája
Pennsylvaniai Egyetemen végzett tanulmányait követően a magyar Testnevelési Főiskolanak a Világbank által a magyar felsőoktatási intézményeknek megítélt támogatás lebonyolításáért felelős irodáját vezette egy ideig. 1996-ban az Indianai Egyetemen kapott munkát, ahol a kineziológiai tanszék marketing és PR munkájának kidolgozása, menedzselése és ellenőrzése volt a dolga, és egy évvel később ugyanitt ösztöndíjat kapott, hogy megszerezhesse a sportmenedzseri mesterdiplomát (MSc).

### A politikában és az üzleti életben
1998-ban a polgári kormány sportminiszterének kabinetfőnöke lett, majd egy év után ugyanabban a minisztériumban kommunikációs igazgató lett, még később pedig miniszteri főtanácsadó.
2001-ben kinevezték az állami tulajdonú Magyar Sportmarketing Kft. ügyvezető igazgatójává. Ez a cég a Magyar Csapat program keretében az első évben 240 millió forinttal segítette a magyar versenysportot.
Ezután rövid kitérő következett az üzleti világban: 2003-ban a PepsiAmericas cég (ma: Pepsi Beverages Company) regionális marketingvezetője lett, többek közt a Gatorade sportital marketingjét vezette négy közép-európai országban.
2006-ban a Hegyvidéki Önkormányzat kabinetfőnöke lett. 2010-ben a kerület 12. választókerületében egyéni képviselői mandátumot nyert, majd alpolgármesternek nevezték ki. A városházán munkája Pokorni Zoltán polgármester helyettesítése volt, illetve hozzá tartozott a Városüzemeltetési Iroda, a Főépítészi Iroda, a Közterület-felügyelet, a kerületi sporttevékenység és az önkormányzat kommunikációs és marketing munkája. 2019-től polgármesteri főtanácsadóként dolgozik, feladata a városfejlesztési, valamint a rendészeti, közbiztonsággal kapcsolatos munkák és irodák koordinálása és felügyelete. 2022-ben a Magyarországon megrendezésre kerülő atlétikai világbajnokság szervezéséért felelős Budapest 2023 Zrt tagja, feladata a vállalati szponzorációs stratégia elkészítése volt.

## Civil megbizatásai
Korábbi civil megbizatásai:
- A Hegyvidéki Kulturális Közalapítvány elnöke
- A Hegyvidéki Közrendvédelmi Közalapítványnak kurátora
- A XII. kerületi Védelmi Csoport tagja
- Az alcsúti Pannonia Golf Klub alelnöke.
- A Magyar Golf Szövetség elnökségi tagja
- 2022-től a Hegyvidéki Közrendvédelmi Közalapítványnak elnöke

Saját blogot ír: 

## Családja
Húga Váczi Eszter dzsessz-énekesnő. 